# Travelers Aid Society of New York
La Travellers Aid Society of New York (TAS-NY) a été fondée par Grace Hoadley Dodge (en) à New York en 1907. Treize autres femmes chrétiennes et juives éminentes, dont la travailleuse sociale Belle Moskowitz, formaient le premier conseil d'administration de la Société.

## Rôle de l'organisation
L'objectif de la Travellers Aid Society était de fournir un soutien aux femmes voyageant seules afin de les protéger du danger moral. Le TAS-NY croyait que la plus grande menace pour les femmes voyageuses au début du XXe siècle était le trafic d'esclaves blanches, défini comme la coercition des femmes « blanches » à la prostitution et leur vente ultérieure à des proxénètes ou à des clients masculins. Des agents de la Travellers Aid Society ont patrouillé la gare de Grand Central Terminal et Pennsylvania Station, ainsi que les jetées de la ville où les paquebots transatlantiques accostaient, à la recherche de femmes qu'ils ont identifiées comme vulnérables. Les services consistaient généralement à escorter en toute sécurité les femmes, immigrantes et nées dans le pays, à des adresses en ville, à d'autres voies de transport ou à un foyer d'hébergement temporaire, comme la Young Women's Christian Association,. Le premier siège social du TAS-NY était une maison de quatre étages située à quelques pas de Grand Central Terminal au 238 East 48th St dans le quartier de Turtle Bay.
Lorsque Grace Dodge est décédée en 1914, le secrétaire général Orin Clarkson Baker (en) est devenu leader de la Travellers Aid Society. Baker a supervisé l'expansion de son travail dans la ville. En 1917, le TAS-NY avait des agents en service dans tous les principaux terminaux ferroviaires de New York et du New Jersey et a rencontré tous les paquebots transatlantiques entrants, ainsi que certains navires nationaux. Baker démissionna brusquement du TAS-NY en 1919.